# Attentato contro la Costituzione dello Stato
L'attentato contro la Costituzione dello Stato nel diritto penale italiano è un reato previsto dall'art. 283 del codice penale (come modificato dalla legge 11 novembre 1947, n. 1317), commesso da chiunque «commette un fatto diretto a mutare la Costituzione dello Stato, o la forma del Governo, con mezzi non consentiti dall'ordinamento costituzionale dello Stato».
Classificato come delitto contro la personalità dello Stato (e tecnicamente come un delitto di attentato), prevedeva la pena della reclusione non inferiore a dodici anni.

## Storia
Di questo reato sono stati accusati in tempi recenti, con un certo clamore, i responsabili della loggia P2 (insieme ai vertici dei servizi segreti italiani), ma in fatto ed in diritto la Corte di Assise di Roma non raggiunse prova delle accuse ascritte, così confermata anche dalla II Corte d'assise d'appello.
Oltre agli esponenti della loggia massonica P2, in tempi più recenti sono stati incriminati per questo reato numerosi dirigenti del partito "Lega Nord".
A seguito dell'approvazione, durante il governo Governo Berlusconi III, della legge nº 85/2006 recante «Modifiche al codice penale in materia di reati di opinione» , la pena edittale per questa fattispecie criminosa è stata drasticamente alleggerita e la fattispecie è ora limitata agli attentati violenti, mentre prima bastava qualunque atto idoneo a mutare la Costituzione con mezzi diversi da quelli consentiti dall'ordinamento costituzionale.
Si riporta l'art. 3 della predetta legge:
1. L'articolo 283 del codice penale è sostituito dal presente:
«Art. 283 -  (Attentato contro la Costituzione dello Stato) - Chiunque, con atti violenti, commette un fatto diretto e idoneo a mutare la Costituzione dello Stato o la forma di governo, è punito con la reclusione non inferiore a cinque anni».

## Critiche
Da alcuni osservatori (ad esempio l'Antolisei) si è rilevato che poiché nell'attuale regime repubblicano la forma del governo è precisamente determinata dalla Costituzione, la menzione dell'attentato alla forma di governo appare tautologica dopo l'immediatamente precedente riferimento alla Carta.
La fattispecie individuata da questa norma non richiede un generico mutamento della Costituzione, ma soltanto quel mutamento che sia effetto di azioni differenti da quelle previste nella Carta stessa (più di un autore ha peraltro rilevato che basti la differenza dalle previsioni costituzionali, non occorrendo che si tratti di azioni vietate). Circa la mutazione della Costituzione, non ne è necessario il conseguimento, bastando il mero atto idoneo che sia diretto in maniera non equivoca a realizzarla.